# Alsótold, Nógrád
Alsótold  este un sat în districtul Pásztó, județul Nógrád, Ungaria, având o populație de 237 de locuitori (2011). 

## Demografie
Componența etnică a satului Alsótold
     Maghiari (95,76%)
     Români (2,97%)
     Slovaci (1,27%)
Componența confesională a satului Alsótold
     Romano-catolici (70,46%)
     Fără religie (9,7%)
     Luterani (6,33%)
     Ortodocși (1,69%)
     Reformați (1,27%)
     Necunoscută (10,55%)
Conform recensământului din 2011, satul Alsótold avea 237 de locuitori. Din punct de vedere etnic, majoritatea locuitorilor (95,76%) erau maghiari, existând și minorități de români (2,97%) și slovaci (1,27%).  Din punct de vedere confesional, majoritatea locuitorilor (70,46%) erau romano-catolici, existând și minorități de persoane fără religie (9,7%), luterani (6,33%), ortodocși (1,69%) și reformați (1,27%). Pentru 10,55% din locuitori nu este cunoscută apartenența confesională.